# Hary (Bockenem)
Hary ist ein Ortsteil der Stadt Bockenem in Niedersachsen. Das Dorf hatte am 1. Oktober 2011 368 Einwohner. Es liegt drei Kilometer entfernt westlich von Bockenem und fünf Kilometer entfernt von der östlich verlaufenden A 7.

## Geschichte
Am 1. März 1974 wurde Hary in die Stadt Bockenem eingegliedert.

## Politik
Aufgrund seiner geringen Einwohnerzahl wird Hary nicht von einem Ortsrat, sondern von einer Ortsvorsteherin vertreten. Aktuell ist Michaela Tegtmeyer (CDU) in dieser Funktion.

## Kirche
- Die Katharinenkirche, eine Saalkirche, wurde im Jahr 1753 in barockem Stil erneuert. Eine umfassende Instandsetzung ist in den Jahren 1987/88 erfolgt.[4]